# Randall McDaniel
Randall McDaniel (* 19. Dezember 1964 in Phoenix, Arizona) ist ein ehemaliger US-amerikanischer American-Football-Spieler auf der Position des Guards. Er spielte von 1989 bis 1999 für die Minnesota Vikings und von 2000 bis 2001 für die Tampa Bay Buccaneers in der National Football League (NFL). In dieser Zeit wurde er zwölfmal in den Pro Bowl gewählt. McDaniel ist seit 2009 Mitglied der Pro Football Hall of Fame.

## College-Zeit
McDaniel spielte während seiner College-Zeit von 1984 bis 1987 an der Arizona State University. Er gewann mit seinem Team 1987 den Rose Bowl und wurde zwei Mal (1986, 1987) zum All American gewählt. Darüber hinaus erhielt er die Morris Trophy für den besten Offensive Line Spieler der Pac10 Conference. Für diese Leistungen wurde er 2008 in die College Football Hall of Fame aufgenommen.

## Profizeit
McDaniel wurde 1988 im NFL Draft in der ersten Runde an 19. Stelle von den Minnesota Vikings ausgewählt. Hier spielte er auf der Position des Guard. In seiner ersten Saison wurde er ins All-Rookie Team gewählt. In den 12 folgenden Spielzeiten wurde er jeweils in den Pro Bowl berufen und 9 Mal in das All Pro Team.
Im Jahr 2000 wechselte er zu den Tampa Bay Buccaneers, wo er seine Karriere 2001 beendete.
Insgesamt lief er zwischen 1989 und 2002 in 202 aufeinanderfolgenden Spielen für sein Team auf ohne in diesem Zeitraum verletzungsbedingt zu fehlen. Sechs verschiedene Runningbacks waren in der Lage mit seiner Hilfe jeweils über 1.000 Yards Raumgewinn in einer Saison zu erlaufen. Er wurde in das 1990 All Decade Team gewählt und ist seit 2009 Mitglied in der Pro Football Hall of Fame.

## Nach der Profikarriere
McDaniel lebt in Minnesota und arbeitet als Grundschullehrer.